# 耿九畴
耿九畴（1396年—1460年），字禹範，號恆菴，河南盧氏縣人，籍貫山西樂平縣（今昔陽縣），明朝政治人物，永樂甲辰進士。天順初，官至南京刑部尚書。

## 生平
永乐二十二年（1424年）登甲辰科三甲进士。为政清廉，生活节俭，公务之余，只是焚香读书，廉洁之名，妇孺皆知。宣德六年（1431年）授禮科給事中。
正統初，任鹽運司同知，因母喪去職，民眾數千人依依不捨。正統十年（1445年）正月，起用為都轉運使。
天順元年（1457年）六月，御史张鹏上疏弹劾石亨、曹吉祥。石亨等反诬張鵬等是受耿九畴指使，耿九畴遂被一并下狱。謫江西右布政使，接着，又调四川。次年，禮部缺尚書。明英宗問李賢人選。李賢說：「老成清介，無如九疇。」遂召回耿九疇。後憐憫其老邁，又下令改任南京刑部尚書。天順四年（1460年）病逝，谥清惠。與轩𫐐齊名。

## 家族
元代名臣吕思诚重外孙。父耿綗，山西樂平（今昔陽縣）人。任河南卢氏教諭，永樂元年（1403年）卒於任上，于是便在当地落户。

## 延伸阅读
[在维基数据编辑]
 《明史卷一百五十八》，出自《明史》